# Casorzo Monferrato
Casorzo Monferrato ist eine italienische Gemeinde (comune) in der Provinz Asti, Region Piemont. Bis März 2022 hieß die Gemeinde nur Casorzo.

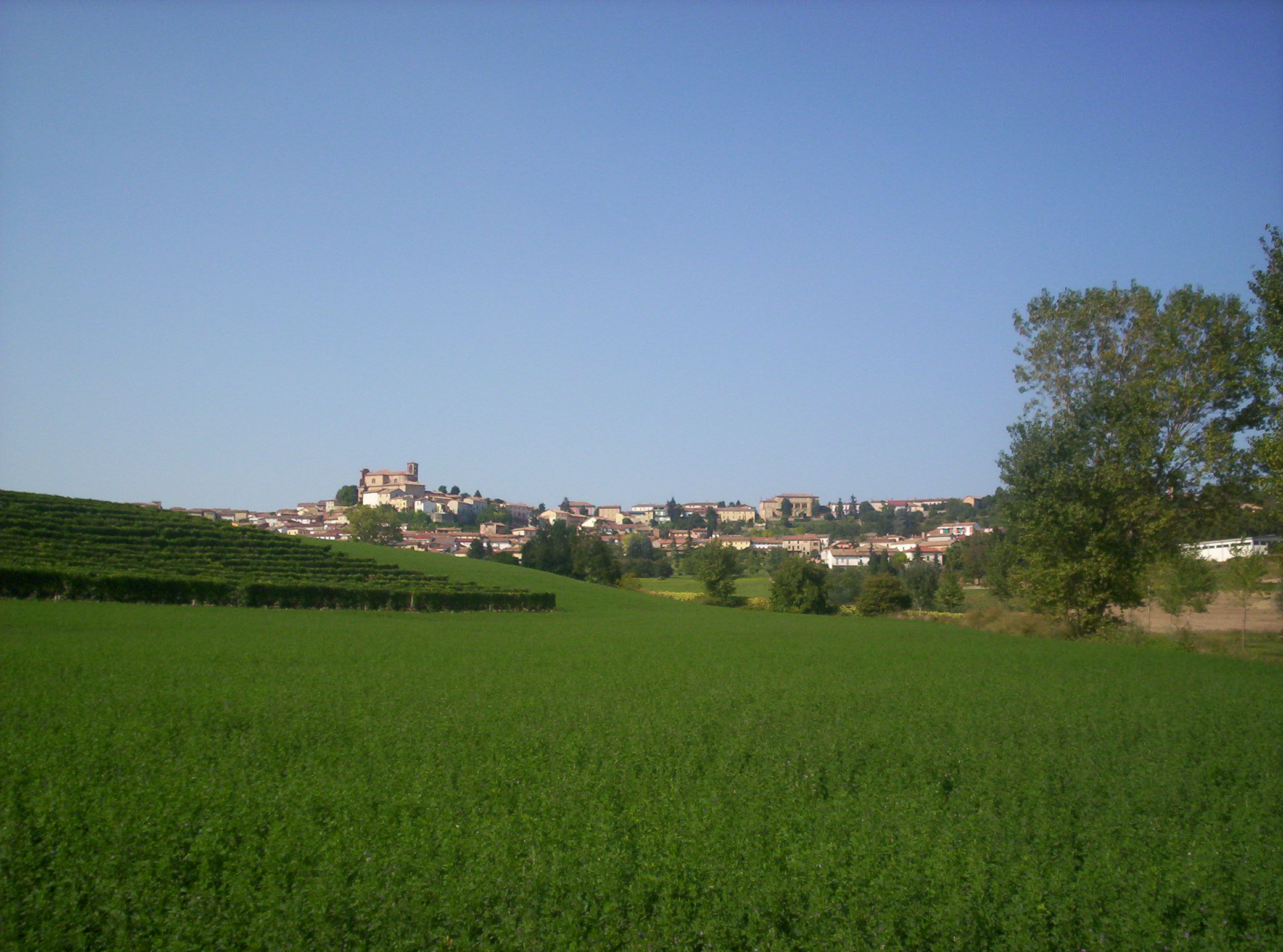

## Lage und Einwohner
Casorzo Monferrato liegt etwa 21 km nordöstlich der Provinzhauptstadt Asti auf 275 m s.l.m. in der Hügellandschaft des Monferrato. Das Gemeindegebiet umfasst eine Fläche von 12 km² und hat 587 Einwohner (Stand 31. Dezember 2023). Die Nachbargemeinden sind Altavilla Monferrato, Grana Monferrato, Grazzano Badoglio, Montemagno, Olivola, Ottiglio und Vignale Monferrato.

## Kulinarische Spezialitäten
Der Ort gibt der Rebsorte Malvasia di Casorzo und dem Weinbaugebiet Malvasia di Casorzo d’Asti seinen Namen. In Capriglio werden auch Reben der Sorte Barbera für den Barbera d’Asti, einen Rotwein mit DOCG Status angebaut.

## Sehenswürdigkeiten
- Bialbero di Casorzo

## Persönlichkeiten
- Luigi Dusio (1920–1970), römisch-katholischer Ordensgeistlicher, Bischof von Ihosy